# Улити
Улити (англ. Ulithi) — атолл в составе Каролинских островов в западной части Тихого океана. Относится к штату Яп Федеративных Штатов Микронезии.

## География

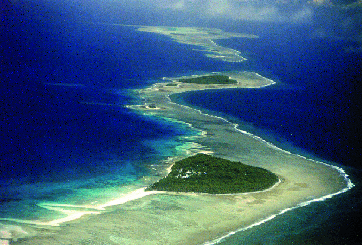
Атолл Улити

Улити расположен в 191 км к востоку от островов Яп. Состоит из 40 небольших островков, или моту, общей площадью 4,5 км², окружающих одну из самых больших в мире лагун размером 36 × 24 км и площадью 548 км².

## История

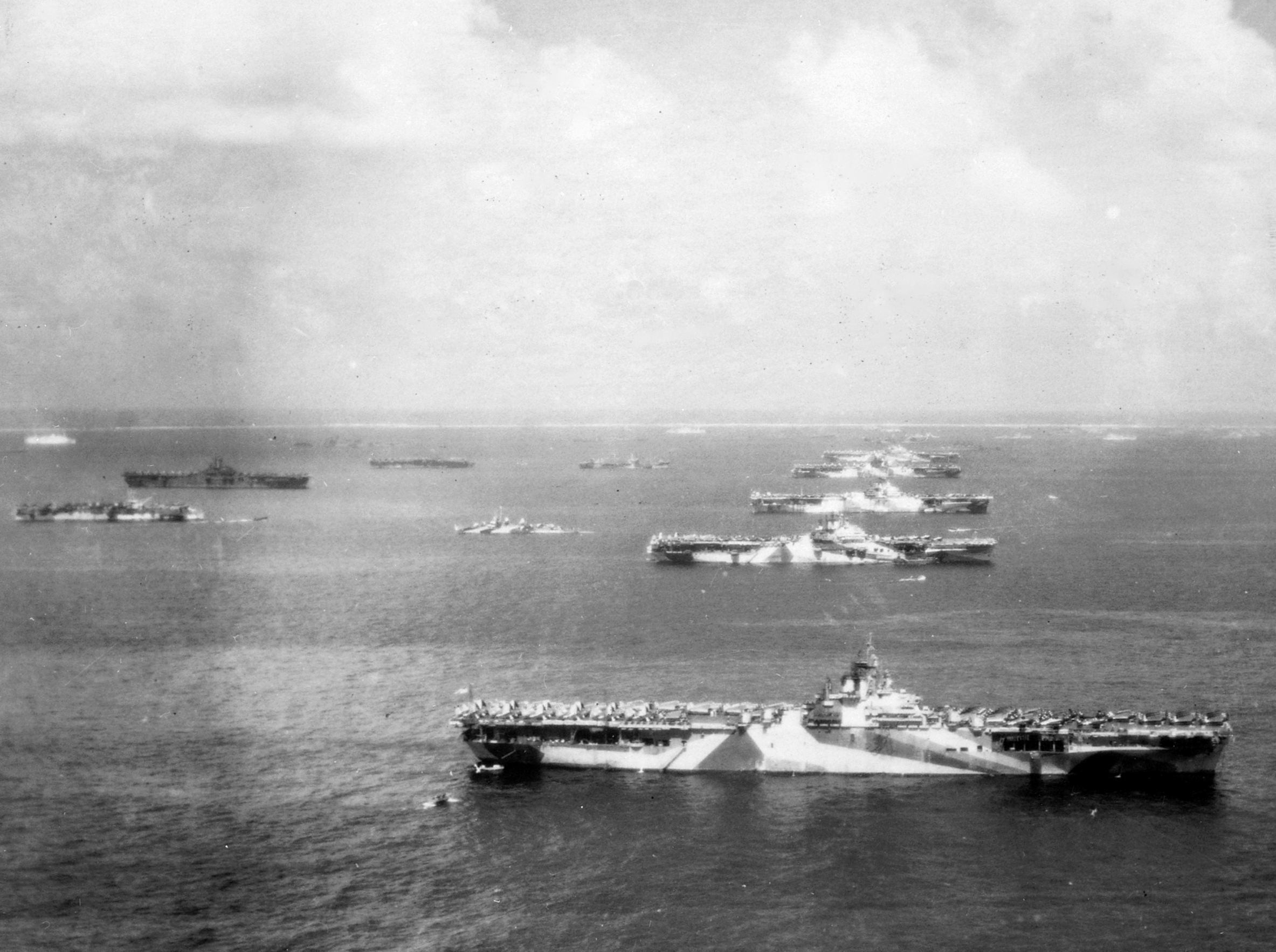
Американские авианосцы на стоянке в Улити: CV-18 «Уосп», CV-10 «Йорктаун», CV-12 «Хорнет», CV-19 «Хэнкок» и CV-14 «Тикондерога», 8 декабря 1944 года

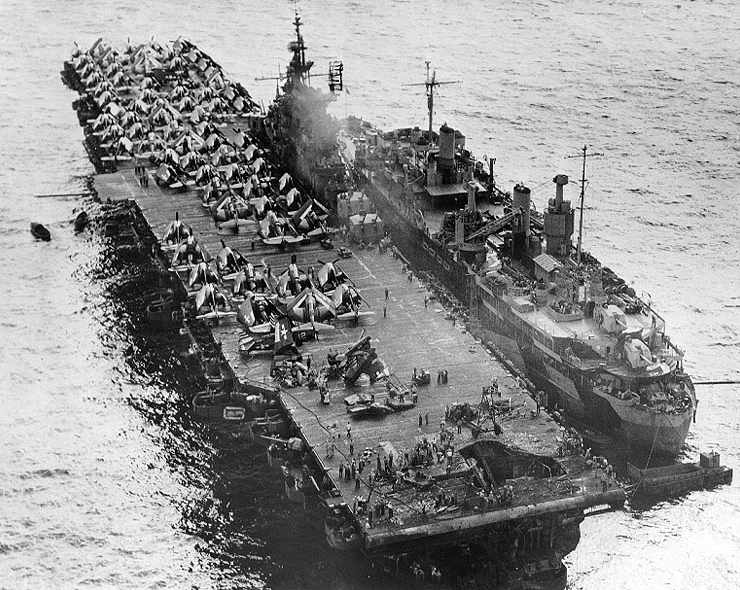
CV-15 «Рэндольф» в ремонте на Улити

Первым среди европейцев на Улити побывал португальский мореплаватель Диего да Роха (порт. Diego da Rocha) в 1526 году.
Во время Второй мировой войны Улити был базой ВМФ США. В начале войны японцы построили на острове радио- и метеостанции и использовали лагуну для стоянки кораблей, из-за чего в 1944 году остров подвергся ударам американских авианосцев. Остров занимает очень выгодное географическое положение, находясь примерно на одинаковом расстоянии от Филиппинских островов, Тайваня и Окинавы.
23 сентября 1944 года американские подразделения беспрепятственно высадились на остров (японские войска были эвакуированы несколькими месяцами раньше). Через несколько дней на атолле появился строительный батальон. Топографическое судно AGS-5 «Самнер» (англ. Sumner) исследовало лагуну и сообщило о возможности стоянки до 700 судов. Через несколько месяцев в лагуне были размещены 617 судов, участвовавших в битве за Окинаву, что значительно превосходило возможности стоянок в Маджуро и Перл-Харборе.
В январе 1945 года строительный батальон закончил постройку рекреационного центра на 8000 солдат и 1000 офицеров. Был сооружён театр на 1200 мест с площадкой 7,5 × 12 м и цилиндрической крышей из гофрированного железа и церковь на 500 мест.
Время от времени атолл подвергался атакам японских самолётов. 11 марта 1945 года авианосец CV-15 «Рэндольф» был повреждён нападением камикадзе.
Взлётно-посадочная полоса на о. Фалалоп была построена во время Второй мировой войны и использовалась американцами в течение всего времени их присутствия на атолле. Местное население было переведено на о. Федараи. Остальные острова были переоборудованы в места для стоянок и обслуживания судов.
В лагуне Улити имеются останки нескольких кораблей, потопленных в годы Второй мировой войны. Некоторые из них загрязняли воду нефтью, однако в феврале 2003 года США провели очистку акватории. Лагуна является хорошим местом для рыбной ловли и дайвинга, хотя некоторые рифы подвергаются эрозии во время тайфунов.

## Население
Население атолла составляет 773 человека (2000 год) и расселено на четырёх обитаемых островах: Фалалоп (англ. Falalop), Асор (англ. Asor), Могмог (англ. Mogmog) и Федараи (англ. Fedarai).
Могмог является резиденцией верховного вождя атолла Улити (англ. high chief of Ulithi Atoll), хотя каждый остров имеет собственного вождя.
Данные переписи населения ненадёжны, так как население в течение года мигрирует с острова на остров. Это связано с работой и учёбой на других островах. Кроме того, некоторые церемонии (свадьбы, похороны, выпускные вечера в школах) могут удвоить население одного острова и сделать практически безлюдным другой.

## Экономика
Наиболее цивилизованным является остров Фалалоп, где имеется взлётно-посадочная полоса, отель для туристов, газоснабжение, магазин и один из трёх государственных средних школ штата Яп.
На некоторых островах имеется электроснабжение, а наступление цивилизации ознаменовалось появлением видеоплееров и мобильных телефонов.
Атолл участвовал в конкурсе Семь новых чудес природы.